# ماركوس فلويد
ماركوس فلويد (بالإنجليزية: Marcus Floyd)‏ هو لاعب كرة قدم أمريكية وكاهن أمريكي، ولد في 12 أكتوبر 1978 في بارتو في الولايات المتحدة.